# Веккер, Карл
Карл Веккер (нем. Karl Wecker; 21 июня 1900, Норуолк, округ Хьюрон, штат Огайо — 1978) — американский дирижёр.
С десятилетнего возраста учился игре на скрипке в скрипичной школе Уильяма Симпкинсона в городе Пикуа. Затем поступил в Консерваторию Цинциннати, где занимался у Жана тен Хаве (скрипка) и Ральфа Лайфорда (композиция). Совершенствовался как исполнитель под руководством Эжена Изаи, около 1920 года опубликовал несколько собственных сочинений, из которых наиболее заметен цикл из двенадцати этюдов «Отзвуки из страны мелодий» (англ. Echoes from Melody Land), Op. 8, вышедший под редакцией Симпкинсона в двух версиях — для скрипки и фортепиано и для фортепиано соло. В 1921—1923 гг. возглавлял отделение музыки Университета Цинциннати.
С 1923 г. жил и работал в Гранд-Рапидс: музыкальный руководитель колледжа Гранд-Рапидс (до 1936 г.), некоторое время также вёл класс скрипки в Хоуп-колледже в соседнем городе Холланд. Одновременно с 1923 года руководил Городским оркестром Гранд-Рапидс после смерти его основателя Оттокара Малека; объединил его с другой группой музыкантов в Симфонический оркестр Гранд-Рапидс. 11 января 1930 года было объявлено о появлении реорганизованного Симфонического оркестра Гранд-Рапидс, 11 февраля состоялся первый официальный концерт. Во главе оркестра отдавал предпочтение музыке Людвига ван Бетховена и Рихарда Вагнера; в то же время в 1938 году оркестр впервые в городе исполнил «Рапсодию в стиле блюз» Джорджа Гершвина. В качестве солистов с оркестром под управлением Веккера выступили Перси Грейнджер, Рудольф Ганц, Хосе Эчанис.
В 1936—1939 гг. возглавлял Федеральный музыкальный проект в штате Мичиган, с 1940 г. — в Южной Калифорнии. В 1944—1951 гг. генеральный директор концертной площадки «Голливудская чаша», организатор и ведущий ряда крупных музыкальных событий — в том числе исполнения Филадельфийским оркестром под управлением Юджина Орманди Восьмой симфонии Густава Малера перед восемнадцатитысячной аудиторией в присутствии вдовы композитора Альмы.
Опубликовал ряд статей об организации регионального оркестра, а также об экспериментах по восприятию музыки глухими.